# Ulrich van Suntum
Ulrich van Suntum (* 6. Januar 1954 in Hamm) ist ein deutscher Volkswirt. Ulrich van Suntum war Funktionär der Partei ALFA, trat jedoch auch als Direktkandidat für die AfD in Erscheinung.

## Wissenschaftliche Karriere
Suntum studierte von 1972 bis 1977 Volkswirtschaftslehre in Münster und Bochum. Er wurde 1981 mit dem Thema „Regionalpolitik in der Marktwirtschaft“ promoviert und habilitierte sich 1984 mit dem Thema „Konsumentenrente“ und Verkehrssektor in Bochum.
Von 1987 bis 1988 war van Suntum Generalsekretär des Sachverständigenrats zur Begutachtung der gesamtwirtschaftlichen Entwicklung (Rat der Wirtschaftsweisen).
Van Suntum war von 1985 bis 1990 Professor für Volkswirtschaftslehre in Bochum. Von 1990 bis 1995 war er Inhaber des Lehrstuhls für Wirtschaftspolitik und Konjunkturforschung der Universität Witten⁄Herdecke und Leiter des gleichnamigen Instituts. Von 1995 bis 2020 lehrte er als ordentlicher Professor für Volkswirtschaftslehre an der Westfälischen Wilhelms-Universität Münster und war dort seit 1997 Direktor des Instituts für Siedlungs- und Wohnungswesen. Er war bis Februar 2020 Botschafter der Initiative Neue Soziale Marktwirtschaft und ist Autor des Standort-Rankings der Bertelsmann-Stiftung. Suntum ist Mitglied des Wissenschaftlichen Beirats der wirtschaftspolitischen Zeitschrift Wirtschaftsdienst.

## Parteienpolitik
2015 trat van Suntum der Partei ALFA (Allianz für Fortschritt und Aufbruch) des ehemaligen AfD-Bundessprechers Bernd Lucke bei. Bei der Gründung des Landesverbandes dieser Partei in Nordrhein-Westfalen wurde er im Oktober 2015 zum Landesvorsitzenden gewählt.
Im Juni 2016 wählte ihn die Partei ALFA außerdem gemeinsam mit dem Europaabgeordneten Bernd Kölmel und dem bremischen Bürgerschaftsabgeordneten Christian Schäfer zum stellvertretenden Bundesvorsitzenden der Partei, zu deren Vorsitzenden beim selben Parteitag die Europaabgeordnete Ulrike Trebesius gewählt wurde. Van Suntum beabsichtigte, als ALFA-Spitzenkandidat bei der Landtagswahl 2017 in Nordrhein-Westfalen anzutreten, hat dieses Vorhaben jedoch durch Parteiaustritt im Dezember 2016 aufgegeben.
2020 trat van Suntum als Direktkandidat für die AfD bei der Kreistagswahl im Kreis Coesfeld an, ohne der Partei anzugehören. Er ist ebenfalls einer der Stamm-Referenten der AfD-nahen Desiderius-Erasmus-Stiftung.

## Umstrittene Äußerungen ab 2016
Van Suntum sorgte immer wieder mit umstrittenen Äußerungen für Aufmerksamkeit. So twitterte er am 22. November 2016: „Heute: 88-Jährige wegen Holocaustleugnen: 2,5 Jahre Haft. Fünf Schariapolizisten: Freispruch. Droht demnächst Knast für Prophetenbeleidigung?“ Anlass für den Tweet war die Verurteilung der rechtsextremistischen Aktivistin Ursula Haverbeck.
Das Rektorat der Universität Münster beschäftigte sich nach massiver Kritik von Seiten der Studenten mit den Äußerungen von van Suntum. Universitätssprecher Norbert Robers: „Das Rektorat und das Dekanat der wirtschaftswissenschaftlichen Fakultät distanzieren sich deutlich von den Äußerungen von Herrn Prof. van Suntum.“ Das Rektorat werde die Angelegenheit „zeitnah weiter verfolgen – allerdings intern, da es sich um eine Personalangelegenheit handelt.“
Van Suntum erklärt auf Anfrage der Zeitung Westfälische Nachrichten: „Es gibt in Deutschland ein Recht auf freie Meinungsäußerung, das auch für Professoren gilt. Nicht nur ich halte den Freispruch von Leuten, die offen für die Scharia in Deutschland eintreten und sich sogar polizeiliche Durchsetzungsgewalt dafür anmaßen, für falsch.“ Die Meinung der Holocaustleugner teilt der Professor laut seiner Aussage jedoch nicht: „Dass die Leugnung des Holocausts zum einen idiotisch und zum anderen auch strafbewehrt ist, darüber sind wir uns einig. Ob man aber einer 88-jährigen Frau deswegen zweieinhalb Jahre Haft und damit faktisch lebenslänglich geben sollte, darüber kann und darf man geteilter Meinung sein.“
Bei einer Veranstaltung lobte Suntum die Klimawandelleugnerin Naomi Seibt für ihre Arbeit, in der sie klarmache, wie „liberale Ideen ausgerottet werden sollen“.
Nach dem Sturm auf das Kapitol in Washington 2021 retweetete er einen Tweet von Donald Trump und schrieb dazu: „In den deutschen Medien wird behauptet, Trump habe zu Gewalt gegen das Capitol angestachelt. Dieser Tweet beweist das Gegenteil. War es gar eine Antifa-Aktion? Würde mich nicht überraschen nach unseren Erfahrungen in Deutschland mit linken Provokateuren.“
Van Suntum schreibt regelmäßig Kommentare für die neurechte Zeitung Junge Freiheit.

## Publikationen
In seinem Buch Die unsichtbare Hand (1999) stellt van Suntum volkswirtschaftliche Zusammenhänge allgemeinverständlich dar. Das Buch ist 2013 in fünfter deutscher Auflage erschienen und auch ins Englische (mit einem Vorwort von Romano Prodi), Japanische und Chinesische übersetzt worden.
In der Veröffentlichung Masterplan Deutschland stellte van Suntum ein umfassendes Reformprogramm vor. In einem eigenen YouTube-Kanal erklärt er in kurzen Videos volkswirtschaftliche Zusammenhänge.
Anfang 2014 stellte er eine Parallelwährung als einen „Weg aus der Eurofalle“ zur Diskussion.
- Ulrich van Suntum: Die unsichtbare Hand. 5. Auflage. Springer-Verlag, Berlin/ Heidelberg/ New York 2013, ISBN 978-3-642-31307-3.
- Ulrich van Suntum: Masterplan Deutschland. Beck im dtv, 2006, ISBN 3-423-50901-5.